# Слатински Чифлик
Слатински Чифлик (мкд. Слатински Чифлик) је насеље у Северној Македонији, у западном делу државе. Слатински Чифлик припада општини Дебарца.

## Географија
Насеље Слатински Чифлик је смештено у западном делу Северне Македоније. Од најближег града, Охрида, насеље је удаљено 35 km северно.
Слатински Чифлик се налази у историјској области Дебарца, која обухвата слив реке Сатеске и са изразитим планинским обележјем. Насеље је смештено у средишњем, долинском делу области. Источно од насеља се издиже Илинска планина, а западно се пружа поље. Надморска висина насеља је приближно 810 метара.
Клима у насељу је планинска.

## Становништво
Слатински Чифлик је према последњем попису из 2002. године имао 11 становника. 
Већину становништва чине етнички Македонци (100%).
Већинска вероисповест је православље.